# Godsejerforeningen
Godsejerforeningen var en dansk politisk interesseorganisation for danske godsejere stiftet den 16. juni 1843 i København. Foreningen søgte at bevare godsejernes magtposition i samfundet, og i 1849 protesterede medlemmer af organisationen imod den liberalistiske grundlov, som netop var indført i Danmark.
Blandt medlemmerne kan nævnes Benjamin Wolff, Peder Brønnum Scavenius, Ludvig Holstein-Holsteinborg, Tage Reedtz-Thott, Wolfgang Haffner, Christian Frederik Zeuthen og Jørgen Jacob Nielsen.